# Sleeping Bear Dunes National Lakeshore
Le Sleeping Bear Dunes National Lakeshore est une aire protégée sur la côte nord-est du lac Michigan, dans la péninsule inférieure de l'État américain du Michigan. Créé le 21 octobre 1970 par un acte du Congrès, il est administré par la National Park Service.  

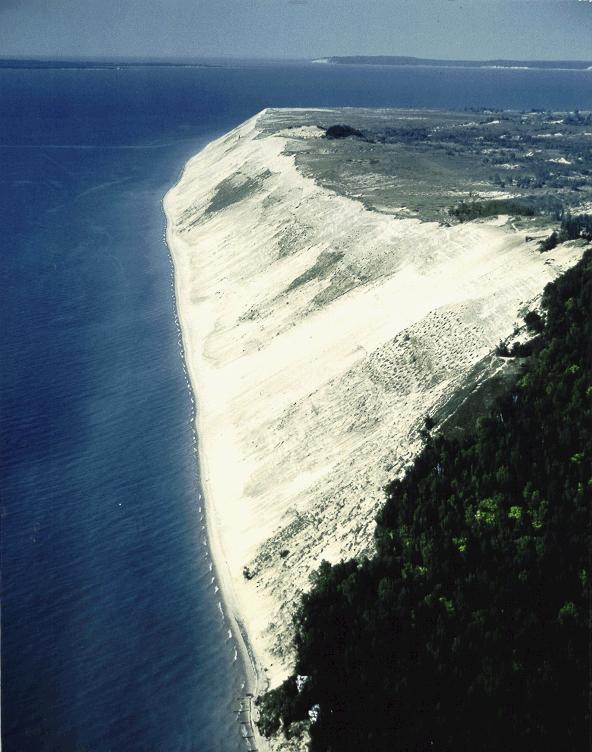
Vue aérienne d'une des dunes.

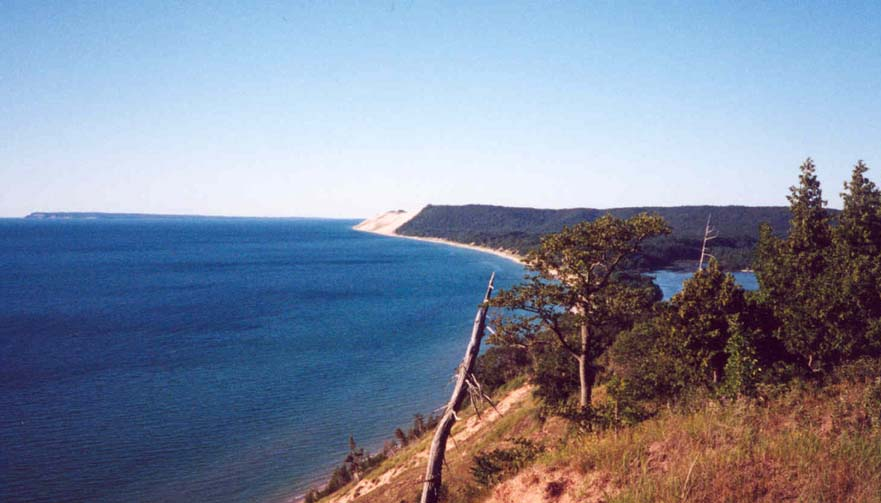
Les dunes et l'île Manitou du sud, depuis Empire Bluff.

Le parc couvre un domaine de 60 kilomètres des rivages du lac Michigan, aussi bien que les îles Manitou du Nord et du Sud. Le parc inclut des forêts, des plages, des formations dunaires et des phénomènes glaciaires anciens.
Il est un site touristique très populaire, avec plus d'un million de visiteurs chaque année.
Le nom du parc (« Dunes de l'ours qui dort » en français) dérive d'une légende ojibwée. Selon la légende, un énorme feu de forêt sur la côte occidentale du lac Michigan (le Wisconsin actuel) a conduit une ourse, mère de deux petits, dans le lac pour fuir l'incendie, déterminée à atteindre la côte opposée. Après de nombreuses heures de nage, les deux petits ont traîné derrière. Quand la mère a atteint le rivage, elle a attendu sur le dessus d'une falaise élevé. Les petits, épuisés, se sont noyés dans le lac, mais la mère est restée et a attendu dans l'espoir que ses petits réapparaissent finalement. Le Grand-Ésprit amérindien, touché par la détermination et la foi de l'ourse, a créé les deux îles Manitou pour commémorer les oursons. Les vents ont enterré l'ourse qui dort sous les sables des dunes où elle attend à ce jour. L'endroit de « l'ourse » est une pièce rapportée de sable foncé, qui a par le passé couvert le dessus entier d'une falaise et était visible du lac. À cause du vent et de l'érosion, la taille de « l'ourse » s'est considérablement réduite au fil des ans.

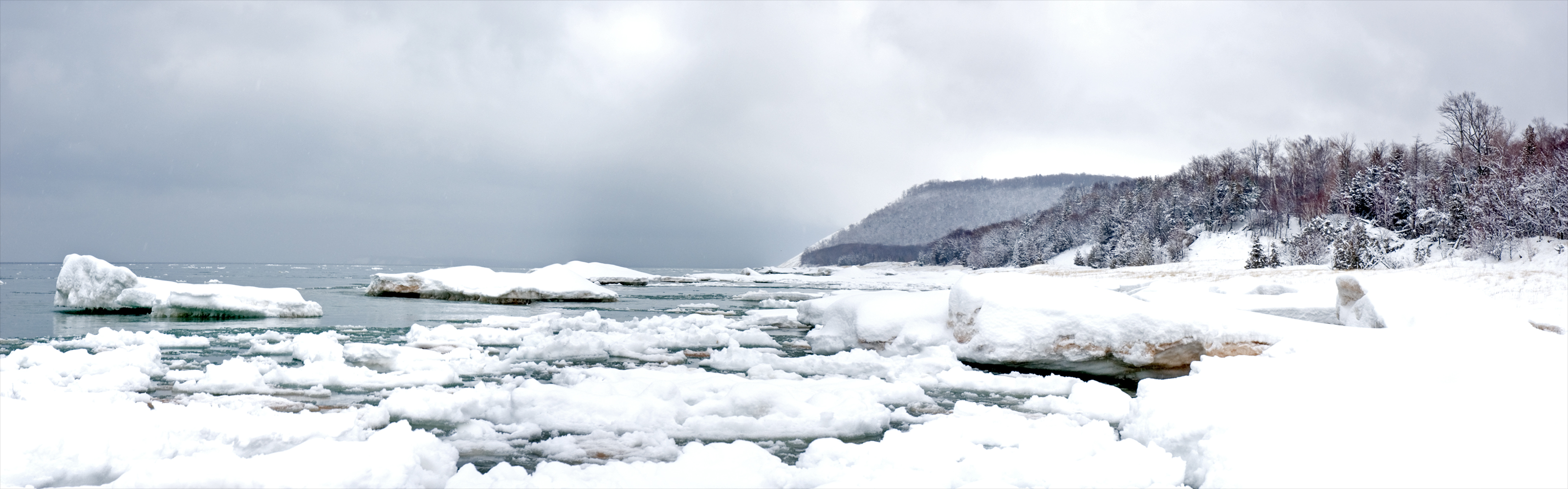
Le rivage pendant l'hiver.